# Темногаєцька сільська рада
Темногає́цька сільська́ ра́да — адміністративно-територіальна одиниця та орган місцевого самоврядування в Шумському районі Тернопільської області. Адміністративний центр — село Темногайці.

## Загальні відомості
- Територія ради: 18,286 км²
- Населення ради: 617 осіб (станом на 2001 рік)

## Населені пункти
Сільській раді підпорядковані населені пункти:
- с. Темногайці

## Склад ради
Рада складається з 14 депутатів та голови.
- Голова ради: Додатчук Леонід Олексійович
- Секретар ради: Гуменюк Людмила Аверіївна

### Керівний склад попередніх скликань
| Прізвище, ім'я, по батькові | Основні відомості                                                             | Дата обрання | Дата звільнення |
| --------------------------- | ----------------------------------------------------------------------------- | ------------ | --------------- |
| Грицаюк Петро Олександрович | Сільський голова, 1967 року народження, безпартійний                          | 26.03.2006   | 31.10.2010      |
| Додатчук Леонід Олексійович | Сільський голова, 1970 року народження, освіта середня загальна, безпартійний | 31.10.2010   |                 |

Примітка: таблиця складена за даними сайту Верховної Ради України

### Депутати
За результатами місцевих виборів 2010 року депутатами ради стали:

#### За суб'єктами висування
| Суб'єкт висування                                   | Кількість обраних депутатів | %    |
| --------------------------------------------------- | --------------------------- | ---- |
| Самовисування                                       | 13                          | 92,9 |
| Політична партія Всеукраїнське об'єднання «Свобода» | 1                           | 7,1  |

#### За округами
| № округу                                            | Прізвище, ім'я, по батькові     | Дата визнання обраним | Освіта             | Партійна приналежність | Відомості про обраного депутата                           |
| --------------------------------------------------- | ------------------------------- | --------------------- | ------------------ | ---------------------- | --------------------------------------------------------- |
| Політична партія Всеукраїнське об'єднання «Свобода» |                                 |                       |                    |                        |                                                           |
| 4                                                   | Москалюк Віра Петрівна          | 05.11.2010            | середня            | позапартійна           | Темногаєцьке відділення зв'язку, листоноша                |
| Самовисування                                       |                                 |                       |                    |                        |                                                           |
| 1                                                   | Ястремський Олександр Орестович | 05.11.2010            | вища               | позапартійний          | Кременецький коледж, вчитель                              |
| 2                                                   | Німуха Михайло Костянтинович    | 05.11.2010            | середня спеціальна | позапартійний          | тимчасово не працює                                       |
| 3                                                   | Якобчук Дмитро Олексійович      | 03.01.2011            | незакінчена вища   | позапартійний          | студент                                                   |
| 5                                                   | Савчук Сергій Вікторович        | 05.11.2010            | середня            | позапартійний          | тимчасово не працює                                       |
| 6                                                   | Клим'юк Зіна Андріївна          | 05.11.2010            | середня спеціальна | позапартійна           | СТОВ «Агро-Лан», пекар                                    |
| 7                                                   | Мамчур Сергій Васильович        | 05.11.2010            | середня            | позапартійний          | підприємець                                               |
| 8                                                   | Мельник Наталія Анатоліївна     | 05.11.2010            | середня спеціальна | позапартійна           | фельдшерсько-акушерський пункт с. Темногайці, завідувачка |
| 9                                                   | Кузьмінов Віктор Васильович     | 05.11.2010            | вища               | позапартійний          | Темногаєцька загальноосвітня школа І-ІІ ст., опалювач     |
| 10                                                  | Гуменюк Ольга Василівна         | 05.11.2010            | середня            | позапартійна           | тимчасово не працює                                       |
| 11                                                  | Ткачук Валентина Юріївна        | 05.11.2010            | вища               | позапартійна           | СТОВ «Агро — Лан», бухгалтер                              |
| 12                                                  | Клим'юк Іван Іванович           | 05.11.2010            | середня            | позапартійний          | тимчасово не працює                                       |
| 13                                                  | Якобчук Любов Миколаївна        | 05.11.2010            | вища               | позапартійна           | СТОВ «Агро — Лан», завкадрами                             |
| 14                                                  | Гуменюк Людмила Аверіївна       | 05.11.2010            | середня            | позапартійна           | Темногаєцька сільська рада, секретар                      |